# ド・グラース (防空巡洋艦)
|          |                                                                                          |
| 艦歴     |                                                                                          |
| 発注     | ロリアン工廠                                                                             |
| 起工     | 1938年                                                                                   |
| 進水     | 1946年                                                                                   |
| 就役     | 1956年                                                                                   |
| 退役     |                                                                                          |
| その後   | 1976年解体処分。                                                                         |
| 除籍     | 1973年                                                                                   |
| 前級     | ラ・ガリソニエール級                                                                     |
| 次級     | コルベール                                                                               |
| 性能諸元 |                                                                                          |
| 排水量   | 基準：9,380トン 満載：-トン                                                              |
| 全長     | 188.3m 180.5m（水線長）                                                                  |
| 全幅     | 20.3m                                                                                    |
| 吃水     | 6.5m 7.9m                                                                                |
| 機関     | アンドレ式重油専焼高温高圧水管缶4基 ＋ラトー・ブルターニュ式ギヤード・タービン2基2軸推進 |
| 最大出力 | 110,000hp                                                                                |
| 最大速力 | 33.0ノット                                                                               |
| 航続性能 | 16ノット/6,000海里                                                                       |
| 燃料     | 重油：1,850トン（満載）                                                                  |
| 乗員     | 950名（旗艦時：983名）                                                                   |
| 兵装     | Model 1948 12.7cm（54口径）連装両用砲8基 Model 1951 5.7cm（60口径）連装機関砲10基        |
| 装甲     | 舷側：76～100mm 甲板：68mm 司令塔：-mm                                                   |
| 航空兵装 | ヘリコプター1機                                                                          |

ド・グラース (Croiseur De Grace) は、フランスの巡洋艦。第二次世界大戦直前に建造が始まったド・グラース級軽巡洋艦の、ネームシップ。艦名はアメリカ独立戦争当時のフランス海軍提督フランソワ・ジョゼフ・ポール・ド・グラス伯爵に依る。軽巡洋艦としてロリアンで起工したが、フランスの敗戦により、ドイツ軍が鹵獲、航空母艦に改造した。ドイツ空母としても未成のまま建造中止となり、第二次世界大戦後に改めてフランスが竣工させた。同海軍にとって、最初の防空巡洋艦となったが、財政難で就役は遅れた。準同型艦としてコルベールがある。

## 本艦
フランス海軍はラ・ガリソニエール級軽巡洋艦の拡大型としてド・グラース級軽巡洋艦を計画した。本艦は1937年計画で承認され、ロリアンの海軍工廠で1938年に起工された。1939年9月に第二次世界大戦が勃発する。1940年5月、ドイツ軍のフランス侵攻により連合国軍は大敗、同年6月下旬に事実上降伏した。フランス本土はヴィシー政権が統治する自由地域と、枢軸国が占領する地域に分割され、ロリアンはドイツ軍が占領した。同地で建造中の本艦も、進駐してきたドイツ海軍により拿捕された。
ドイツ海軍は、本艦を戦利艦として使用する事にした。軽空母として完成させることになり、同年8月に船体建造は続行されたがドイツ側の資材と労働力の調達が困難となり1943年2月に放置された。ロリアンは第二次世界大戦終結までドイツ軍が占領しており、自由フランス軍により奪回された船体は1946年にフランス海軍にて進水した。これをブレストに曳航し、1948年より防空巡洋艦に改設計して建造を進め、1956年に完成させた。
1959年、シャルル・ド・ゴール大統領がフランス共同体セネガルのダカールを訪問した際、同港で「ド・グラース」に乗艦した。同年、フランス地中海艦隊に所属してギリシャを訪問した。
フランス保護領モロッコは1956年にフランスから独立した。1963年、「ド・グラース」は地中海艦隊司令長官フアンドレ・ジュブラン提督の旗艦として、空母「クレマンソー」などを率いてモロッコのカサブランカを訪問、モロッコ独立後に同国を訪問した初めてのフランス軍艦となった。

## 艦形
本艦の船体形状は長船首楼型船体である。元設計では垂直に切り落とした形状のクルーザー・スターン型艦尾を延長して丸みを帯びた艦尾形状に整形。これに伴って全長は約12m延長され、排水量は約1,200トンほど増加した。
強く傾斜したクリッパー・バウから艦首甲板上に主砲の「Model 1948 12.7cm（54口径）両用砲」を連装砲で中心線上に背負い式に2基、その後方に片舷1基ずつで艦首甲板上に4基を配置した。その後方に副武装の「5.7cm（60口径）機関砲」が連装砲架で近代的な箱型艦橋の前に1基、艦橋の側面に片舷2基ずつ配置された。艦橋の後方に簡素な単脚式の前部マストが立ち、船体中央部に1本煙突が立ち、煙突の後方に簡素な後部マストとの間が艦載艇置き場となっており、片舷1基ずつのガントリー・クレーンにより運用された。後部甲板上には片舷2基ずつと船体中央部に1基を配置した。その後方に12.7cm連装両用砲が後向きに並列配置で2基、中心線上に後向き背負い式配置で2基が配置された。この武装配置により艦首方向に最大で12.7cm砲8門と5.7cm砲6門が、舷側方向に最大で12.7cm砲12門と5.7cm砲10門が、艦尾方向に最大で12.7cm砲8門と5.7cm砲6門が指向できた。
本艦は竣工後にミサイル巡洋艦に改装が検討されたが、砲弾よりも大きなスペースを必要とするマズルカミサイルの倉庫を艦内に置く余裕がなく、替わりにフランスの核配備計画に伴い、1966年に核実験部隊司令艦へと改装を受けた。主な改装点は後部甲板上の12.7cm砲を撤去し、5.7cm砲は全て撤去。これに伴い射撃式装置は撤去され、代わりに司令部任務に使用するために艦橋構造の大型化と通信設備の充実が行われ、艦尾に通信用ラティス構造の四脚アンテナが立てられた。武装の多くを撤去したために排水量は低下して9,000トンとなった。本艦は1966年から1972年にかけて核実験を指揮し、フランスの国防を推進した。

## 主砲、その他の備砲
当初の設計では、前級と同様に1926-30年型(55口径)15.2cm砲を三連装砲塔に収め、三基搭載予定だった。
防空巡洋艦としての本艦の主砲には、新設計の「Model 1948 12.7cm（54口径）両用砲」が採用された。その性能は31.75kgの砲弾を仰角45度で22,000m、仰角85度で9,000mの高さまで届かせることが出来た。この砲を新設計の連装砲塔に収めた。俯仰能力は仰角85度・俯角10度である。旋回角度は左右150度の旋回角度を持っていた。主砲身の俯仰・砲塔の旋回・砲弾の揚弾・装填は主に電力で行われ、補助に人力を必要とした。発射速度は毎分18発である。他に主砲の補助として「Model 1951 5.7cm（60口径）機関砲」を採用した。その性能は2.96kgの砲弾を仰角45度で13,000m、仰角90度で5,500mの高さまで届かせることが出来た。この砲を新設計の連装砲塔に収めた。俯仰能力は仰角94度・俯角10度である。旋回角度は360度の旋回角度を持っていたが、実際は上部構造物に射界を制限された。主砲身の俯仰・砲塔の旋回・砲弾の揚弾・装填は主に電力で行われ、補助に人力を必要とした。発射速度は毎分120発である。

### 注
1. ↑  フランスはドイツと独仏休戦協定を[7]、イタリア王国とヴィラ・インサーチ協定（イタリア語版）を締結した[8]。